# Condado de Minidoka
O Condado de Minidoka é um dos 44 condados do Estado americano do Idaho. A sede do condado é Rupert, que é também a sua maior cidade. O condado tem uma área de 1976 km² (dos quais 9 km² estão cobertos por água), uma população de 20 174 habitantes, e uma densidade populacional de 10,3 hab/km² (segundo o censo nacional de 2000). Foi fundado em 1913 e recebeu o seu nome a partir da expressão em língua lakota que significa "uma fonte ou nascente de água".